# Dallas Mavericks 1999-2000
La stagione 1999-2000 dei Dallas Mavericks fu la 20ª nella NBA per la franchigia.
I Dallas Mavericks arrivarono quarti nella Midwest Division della Western Conference con un record di 40-42, non qualificandosi per i play-off.

## Risultati
| Squadra                | V  | P  | PCT  | GB |
| ---------------------- | -- | -- | ---- | -- |
| Utah Jazz              | 55 | 27 | 67,1 | -  |
| San Antonio Spurs      | 53 | 29 | 64,6 | 2  |
| Minnesota Timberwolves | 50 | 32 | 61,0 | 5  |
| Dallas Mavericks       | 40 | 42 | 48,8 | 15 |
| Denver Nuggets         | 35 | 47 | 42,7 | 20 |
| Houston Rockets        | 34 | 48 | 41,5 | 21 |
| Vancouver Grizzlies    | 22 | 60 | 26,8 | 33 |

## Roster
| N° | Naz.                   | Ruolo | Sportivo         | Anno | Alt. | Peso |
| -- | ---------------------- | ----- | ---------------- | ---- | ---- | ---- |
| 2  | Stati Uniti (bandiera) | GA    | Rodrick Rhodes   | 1973 | 198  | 102  |
| 3  | Stati Uniti (bandiera) | A     | Rick Hughes      | 1973 | 206  | 107  |
| 4  | Stati Uniti (bandiera) | GA    | Michael Finley   | 1973 | 201  | 98   |
| 11 | Stati Uniti (bandiera) | G     | Damon Jones      | 1976 | 191  | 84   |
| 13 | Canada (bandiera)      | G     | Steve Nash       | 1974 | 191  | 88   |
| 14 | Stati Uniti (bandiera) | G     | Robert Pack      | 1969 | 188  | 82   |
| 20 | Stati Uniti (bandiera) | G     | Erick Strickland | 1973 | 191  | 95   |
| 21 | Stati Uniti (bandiera) | G     | Greg Buckner     | 1976 | 193  | 95   |
| 23 | Stati Uniti (bandiera) | A     | Cedric Ceballos  | 1969 | 198  | 86   |
| 24 | Stati Uniti (bandiera) | G     | Hubert Davis     | 1970 | 196  | 83   |
| 33 | Stati Uniti (bandiera) | A     | Gary Trent       | 1974 | 203  | 113  |
| 40 | Croazia (bandiera)     | C     | Bruno Šundov     | 1980 | 218  | 100  |
| 41 | Germania (bandiera)    | A     | Dirk Nowitzki    | 1978 | 213  | 108  |
| 43 | Stati Uniti (bandiera) | A     | Randell Jackson  | 1976 | 211  | 98   |
| 44 | Stati Uniti (bandiera) | C     | Shawn Bradley    | 1972 | 229  | 107  |
| 45 | Stati Uniti (bandiera) | C     | Sean Rooks       | 1969 | 208  | 113  |
| 70 | Stati Uniti (bandiera) | A     | Dennis Rodman    | 1961 | 201  | 95   |

## Staff tecnico
- Allenatore: Don Nelson
- Vice-allenatori: Scott Roth, Donn Nelson, Charlie Parker, Kiki Vandeweghe
- Vice-allenatore per lo sviluppo dei giocatori: Brad Davis
- Preparatore atletico: Roger Hinds
- Assistente preparatore: Steve Smith
- Preparatore fisico: Chad Lewis